# SN 2005io
SN 2005io – supernowa typu II odkryta 3 listopada 2005 roku w galaktyce UGC 3361. W momencie odkrycia miała maksymalną jasność 18,50m.